# César Iván González
César Iván González Torres (Caracas, Venezuela; 10 de octubre de 1987) es un futbolista venezolano que juega como centrocampista en el Marítimo de La Guaira de la Segunda División de Venezuela.
Debutó como cambio en el segundo tiempo del clásico del fútbol venezolano, ante el Deportivo Táchira, el 15 de marzo de 2008, marcando de chilena en lo que representaba el 2-1 momentáneo del juego, el cual terminó 2-2.